# NGC 671
NGC 671 es una galaxia espiral (S?) localizada en la dirección de la constelación de Aries. Posee una declinación de +13° 07' 31" y una ascensión recta de 1 horas, 46 minutos y 59,1 segundos.
La galaxia NGC 671 fue descubierta en 17 de septiembre de 1885 por Lewis A. Swift.